# Appelscha
Appelscha est un village du nord des Pays-Bas. Il se situe dans la commune de Ooststellingwerf, dans la province de la Frise. Appelscha compte 4 953 habitants (1er janvier 2006).

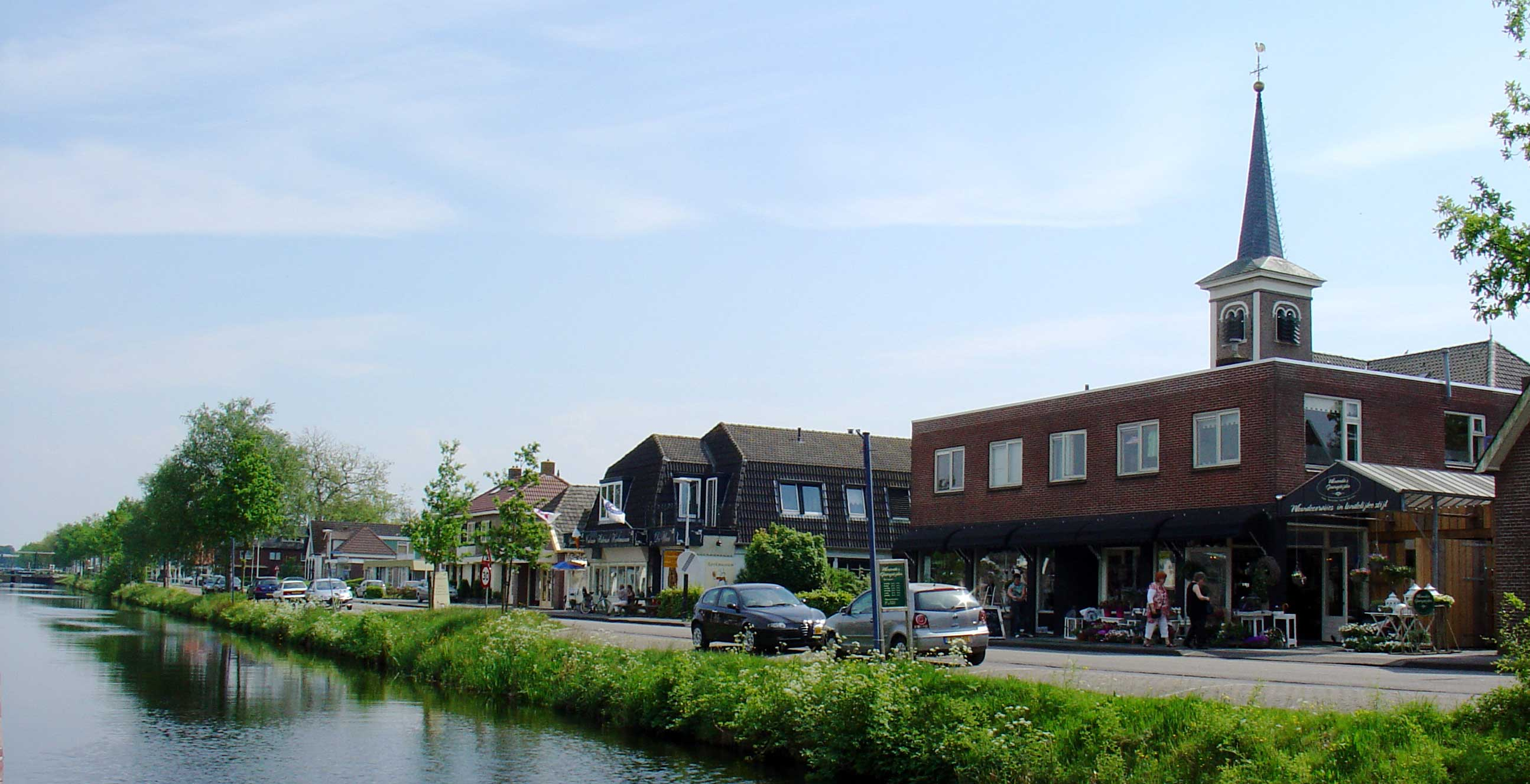
Le village néerlandais de Appelscha

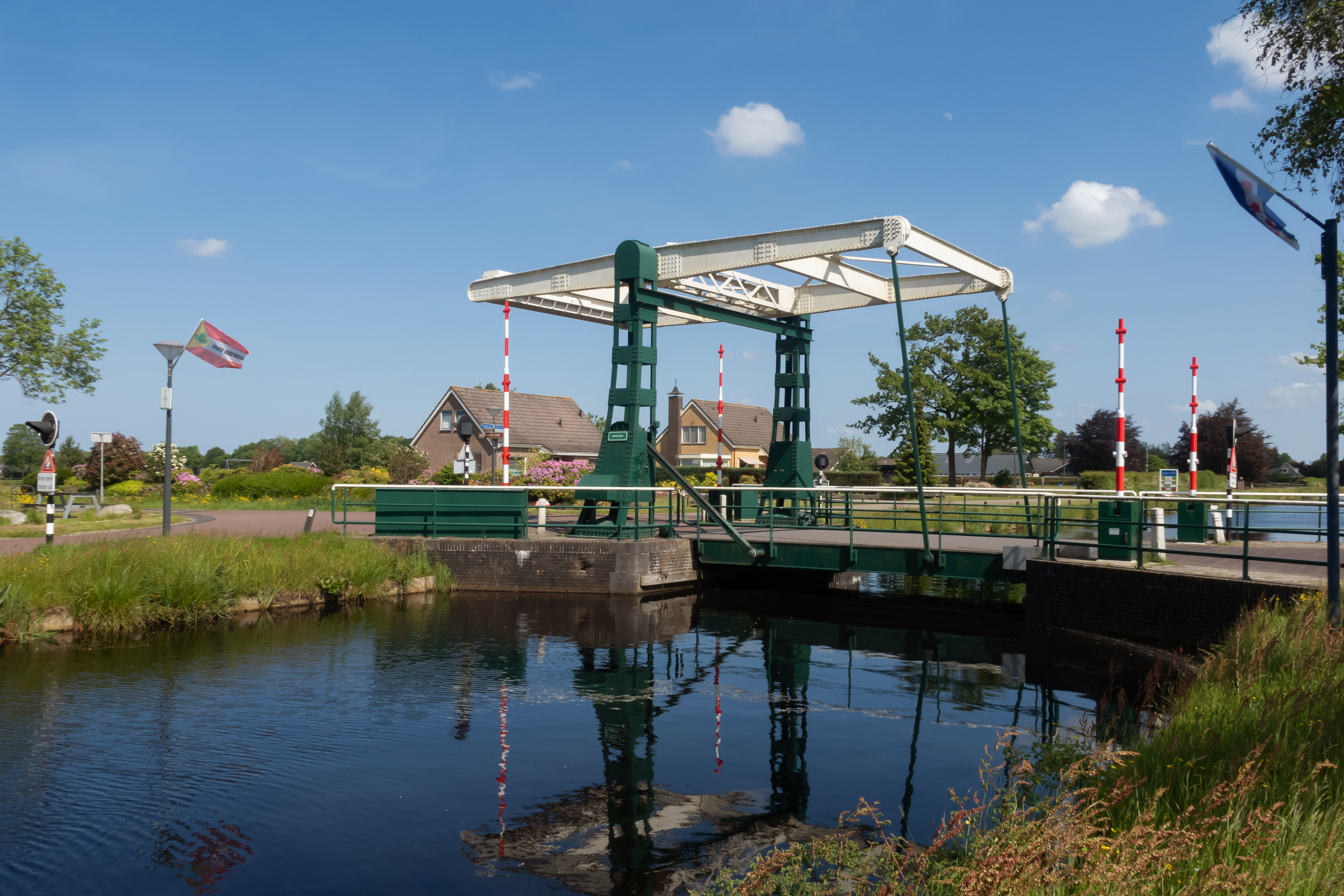
Le pont-levis